# Сингх, Притхипал
Притхипал Сингх (хинди पृथीपाल सिंह मैनी, англ. Prithipal Singh, 28 января 1932, Нанкана-Сахиб, Британская Индия — 20 мая 1983, Лудхияна, Индия) — индийский хоккеист (хоккей на траве), защитник. Олимпийский чемпион 1964 года, серебряный призёр летних Олимпийских игр 1960 года, бронзовый призёр летних Олимпийских игр 1968 года.

## Биография

### Ранние годы
Притхипал Сингх родился 28 января 1932 года в индийском городе Нанкана-Сахиб (сейчас в Пакистане).
В детстве учился в Нанкана-Сахибе. После разделения в 1947 году Британской Индии на Индию и Пакистан его семья переехала в Восточный Пенджаб. Здесь Сингх учился в сельскохозяйственном колледже Лудхияны, имел стипендию за академические успехи. В 1950—1956 годах играл за команду колледжа по хоккею на траве, был капитаном команды, участвовал в турнирах штата Пенджаб. Получил награду за достижения в спорте и учёбе. В 1956 году получил степень магистра сельского хозяйства.

### Спортивная карьера
После окончания колледжа стал работать в полиции Пенджаба инспектором, выступал за её команду по хоккею на траве.
В 1958 году стал играть за сборную Индии, участвовал в турне по Восточной Африке, сыграв в Уганде, Кении, Танганьике и Занзибаре, в 1959 году — в турне по Европе.
В 1960 году вошёл в состав сборной Индии по хоккею на траве на Олимпийских играх в Риме и завоевал серебряную медаль. Играл на позиции защитника, провёл 6 матчей, забил (по имеющимся данным) 5 мячей (три в ворота сборной Дании, два — Нидерландам).
В 1961 году получил правительственную награду Арджуна за выдающиеся достижения в спорте, став первым хоккеистом, удостоенным её.
В 1962 году в составе сборной Индии по хоккею на траве завоевал серебряную медаль на летних Азиатских играх в Джакарте.
В 1963 году покинул Пенджабскую полицию, не дождавшись повышения, и стал играть за Индийскую железнодорожную полицию. В 1965 году получил медаль от министра железнодорожного транспорта Индии как лучший спортсмен железных дорог.
В 1964 году вошёл в состав сборной Индии по хоккею на траве на Олимпийских играх в Токио и завоевал золотую медаль. Играл на позиции защитника, провёл 9 матчей, забил 10 мячей (по два в ворота сборных Гонконга, Малайзии и Австралии, по одному — Бельгии, ФРГ, Канаде и Нидерландам). Стал лучшим снайпером турнира.
В 1966 году в составе сборной Индии по хоккею на траве завоевал золотую медаль на летних Азиатских играх в Бангкоке.
В 1967 году удостоен правительственной награды «Падма Шри».
В 1968 году вошёл в состав сборной Индии по хоккею на траве на Олимпийских играх в Мехико и завоевал бронзовую медаль. Играл на позиции защитника, провёл 9 матчей, забил (по имеющимся данным) 7 мячей (два в ворота сборной Мексики, по одному — Новой Зеландии, Испании, Бельгии, ГДР и ФРГ). Был капитаном команды вместе с Гурбуксом Сингхом.

### Жизнь после окончания карьеры и убийство
После Олимпиады завершил игровую карьеру. Работал в Малайзийской федерации хоккея на траве, был председателем селекционной комиссии.
С 1968 года и до конца жизни работал спортивным директором и директором по социальному обеспечению студентов Пенджабского сельскохозяйственного университета в Лудхияне. Ему приходилось разбираться в конфликтах между состоявшими в разных общественных и политических организациях студентами. Противостояния между группами учащихся нередко приводили к гибели студентов.
Утром 20 мая 1983 года был застрелен в Лудхияне возле собственного офиса в кампусе Пенджабского сельскохозяйственного университета. После того как Сингх припарковал свой мотоцикл у кампуса, двое молодых людей вытащили револьверы и четырежды выстрелили ему в голову и грудь. Момент нападения видели более дюжины университетских чиновников и студенты. Несмотря на это, убийцы скрылись на мотоцикле.
Личности убийц и причины убийства не раскрыты, несмотря на то что под обвинение попали 19 студентов, однако доказать их вину не удалось: последнего из них оправдали в 1990 году. По словам лидера Ассоциации демократических прав (AFDR) Нарбхиндера Сингха, студенты могли заподозрить олимпийского чемпиона в том, что он способствовал устранению двоих студентов вуза: лидера Пенджабского союза студентов Пиртипала Сингха Рандхавы и футболистки Пиары Сингх, убитых соответственно в 1978 и 1983 годах. Известно, что незадолго до убийства Сингх, который постарался очистить вуз от асоциальных элементов, получал угрозы. Ему предлагали завести охранника, однако олимпийский чемпион отверг это предложение.

## Семья
Отец Притхипала Сингха Сардар Вадхава Сингх Чанди был школьным учителем и агрономом.
У Притхипала Сингха была дочь, которой на момент его убийства было 2 года.

## Память
В 2015 году в Индии вышел биографический художественный фильм «Притхипал Сингх. История». Роль Сингха исполнил Викас Кумар.